# Palau Reial de Caserta
El Palau Reial de Caserta (en italià Reggia di Caserta) és una residència de la família reial dels Borbons de Nàpols. El conjunt monumental, proclamat patrimoni de la humanitat per la UNESCO, és excepcional en la manera com reuneix un sumptuós palau amb el seu parc i els seus jardins però també una part natural boscosa, pavellons de caça i un complex industrial per a la producció de la seda. És una evocació eloqüent dels gustos arquitectònics del segle de les Llums, integrat més que imposat al seu entorn natural.

## Història

### Orígens

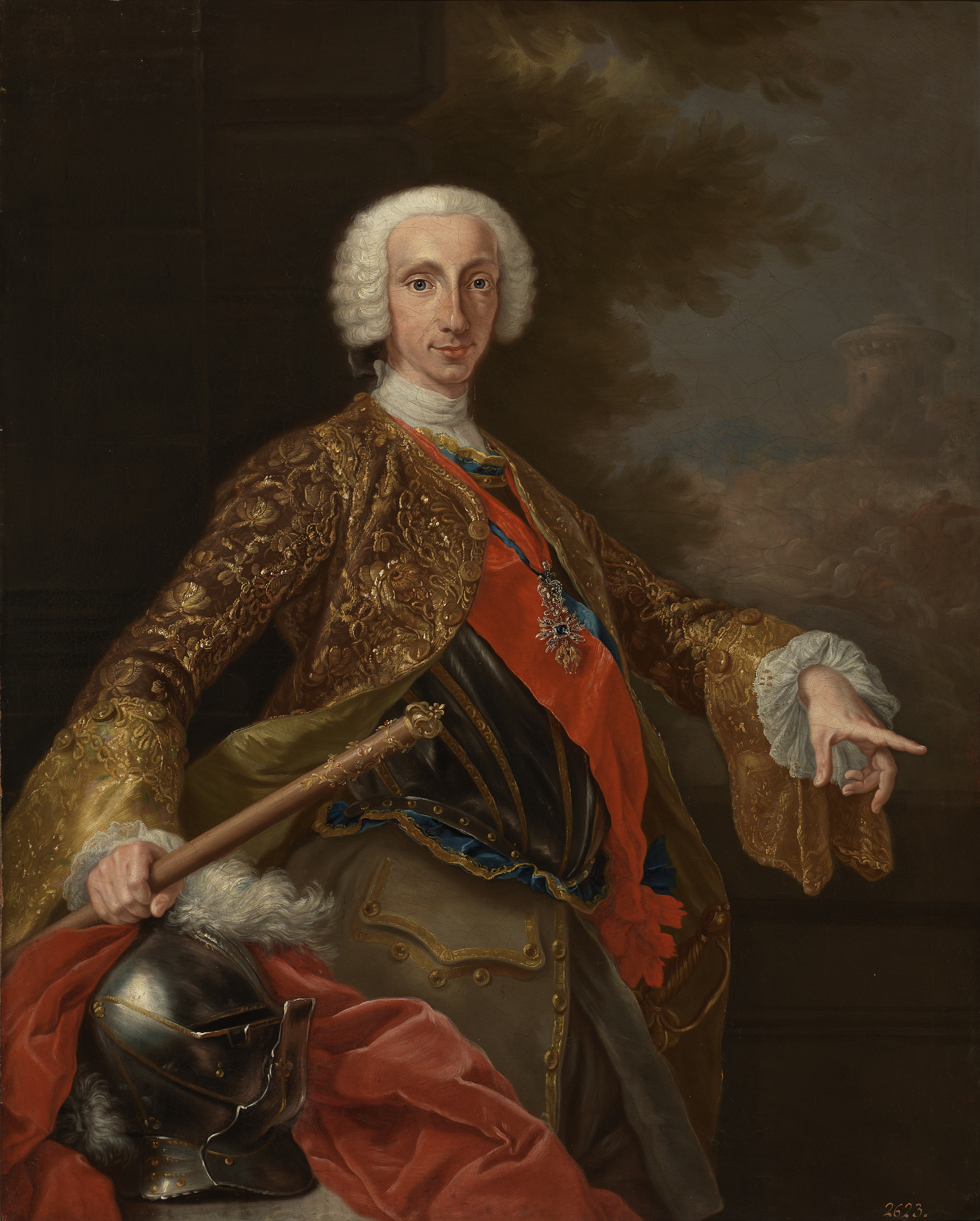
Carles VIII de Nàpols

L'any 1734, el Primer Pacte de Família va concedir a la dinastia borbònica espanyola els regnes de Nàpols i de Sicília, que havien estat sota domini austríac des de la Guerra de Successió espanyola. No obstant això, el tractat va estipular que Nàpols i Sicília havien de formar un estat únic i independent que no podria estar sota la sobirania de la Corona d'Espanya.
Carles de Borbó va ocupar el tron com a Carles VIII de Nàpols i Sicília. Va ser un monarca il·lustrat que va emprendre nombroses reformes administratives i socials per a la modernització del regne.
Un dels seus principals projectes va ser la creació d'una residència reial que servís de seu cortesana i governamental del nou regne, seguint l'exemple del Palau de Versalles a França. Aquesta nova capital estaria situada prop del mar, però no a la costa, per evitar la contínua amenaça a la qual estaven sotmeses ciutats com Nàpols. L'emplaçament triat van ser les terres de Michelangelo Gaetani d'Aragona, Comte de Caserta, que li van ser comprades per 489.343 ducats. Mentre es construïa el palau, la casa reial casertana es va instal·lar en l'antiga residència dels Gaetani, el Palazzo Vecchio.

### Projecte

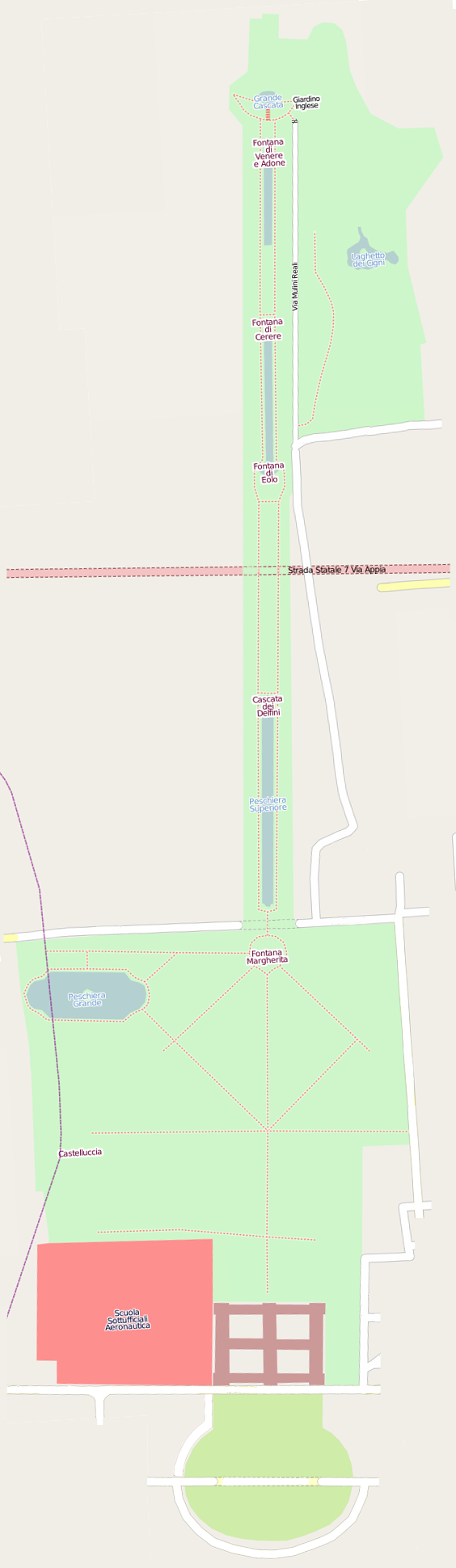
Mapa Reggia di Caserta

El projecte del rei no es limitava a l'edificació d'un palau, sinó a crear una nova ciutat que tingués tots els avenços urbanístics de l'època per resultar la capital més avançada de tot Europa. Es van considerar molts noms d'arquitectes rellevants de l’època per rebre el singular encàrrec, com Ferdinando Fugida o Nicola Salvi, i finalment es va prendre la decisió de contractar a Luigi Vanvitelli.
Aquest arquitecte napolità treballava a Roma a les ordres de Benet XIV, que l’havia contractat per preparar el jubileu de 1750. El rei Carles va fer una visita als Estats Pontificis, amb la finalitat de demanar permís al papa per contractar al seu protegit, objectiu que finalment va aconseguir.
El 1751, Vanvitelli va presentar el seu projecte. El palau es va proposar com un edifici d'enormes dimensions (una superfície de 44.000 metres quadrats) de planta rectangular amb quatre patis. Del pavelló central arrencarien quatre galeries al voltant d'un pati en forma de plaça, una estructura utilitària molt similar a la del Palau de Versalles. Les façanes presentarien dues plantes principals sobre una doble primera planta de gran altura, dissenyades exteriorment amb dos pòrtics als extrems i un al centre. D'aquesta manera, l'estructura i organització interiors podrien ser observades des de l'exterior, al mateix temps que els elements arquitectònics responíen a les exigències funcionals del palau.
Els quatre patis van ser projectats per il·luminar les 1.200 habitacions que es construirien, de les quals només 134 serien destinades a la Família Reial. Es va disposar una successió de plans i espais concebuts en una perspectiva escènica, que havia de satisfer les exigències cerimonials i administratives. El palau havia d'albergar un teatre, les oficines estatals, una capella i moltes altres dependències palatines, inclosa una fàbrica de seda, per la qual cosa va resultar molt difícil harmonitzar el conjunt. Vanvitelli va saber aconseguir l'objectiu del rei, emular els seus dos palaus favorits: Versalles i el Palacio del Buen Retiro.

### Construcció
El 20 de gener de 1752 es va posar la primera pedra del Palau de Caserta. Els treballs van començar amb gran suport econòmic, per la qual cosa van avançar amb rapidesa. No obstant això, el 1759, el rei va haver de marxar a Espanya per ocupar-ne el tron després de la mort del seu germà Ferran, la qual cosa va suposar un estancament en les obres del palau. Bernardo Tanucci es va convertir en regent del regne, ja que el nou rei Ferran de Borbó només tenia vuit anys, i no va mostrar un gran interès en el projecte de Caserta: va reduir la plantilla d'obrers a la meitat i el mateix Vanvitelli es va lamentar de la marxa del rei Carles. No obstant això, l'arquitecte es va mantenir il·lusionat amb la construcció del palau, malgrat el poc suport que va rebre per part del govern. El 1766, tot i que les obres no havien acabat, l'ambaixador Ferdinando Galiani va quedar extasiat davant la bellesa de la construcció, considerant-la encara més bella que Versalles.
Un any més tard, el Vesuvi va entrar en erupció, per la qual cosa el rei Ferran va haver d'abandonar la seva residència a Portici i mudar-se a Caserta, la qual cosa, va produir un increment del pressupost de les obres i de la plantilla, que va possibilitar la finalització de la major part del projecte. El 1773 Vanvitelli va morir i va deixar al seu fill Carlo a càrrec de l'últim tram de la construcció del palau, malgrat que el seu talent artístic era inferior al del seu pare. El palau que va planejar Vanvitelli mai es va culminar, però les obres es van donar per acabades el 1847. El capital invertit ascendia a 6.133.547 ducats, perquè es van emprar els materials més luxosos.
Des de llavors, el Palau Reial de Caserta seria una residència habitual dels sobirans de les Dues Sicílies al costat dels palaus de Portici, Nàpols i Capodimonte, encara que mai va arribar a ser la idíl·lica capital amb la que havia somiat el rei Carles.

### Residència reial
El Rei Ferran IV va triar el Palau de Caserta com la seva residència estiuenca i es va convertir en una de les principals quan va haver d'abandonar el seu Real Lloc favorit, el Palau de Portici, després de l'erupció del Vesuvi de 1767. La seva esposa María Carolina es va encarregar de la decoració del palau, reunint una important pinacoteca i una gran col·lecció de porcellana.
La proclamació de la República Partenopea el 1799 va treure el control del palau i les altres propietats a la Família Real, tot i que va ser derrocada aquest mateix any amb ajuda internacional. En aquest episodi l’edifici no va parir grans danys però va ser saquejat i gran part del mobiliari va desaparèixer, malgrat que les peces més importants havien estat posades en lloc segur. La reina va maldar per la redecoració dels apartaments reials, que principalment és el que es manté actualment.
El 1806, Napoleó va conquerir el Regne de Nàpols i li va atorgar la corona al seu germà Josep. La família real va fugir a Sicília abandonant totes les seves propietats, que van quedar en mans del nou rei. Amb la conquesta d'Espanya el 1808, Josep hi va ser enviat a governar i el seu cunyat Murat es va convertir en el nou monarca a Nàpols. Murat sentia una especial predilecció pel Palau de Caserta i va manar instal·lar uns apartaments d'estil Imperi.
Després del Congrés de Viena de 1815, es va restaurar la monarquia borbònica en el nou Regne de les Dues Sicílies. En endavant, el palau serviria com a residència estiuenca dels reis, però tot i així va entrar en un cert estat de decadència.
El 1860 tot el regne va ser incorporat al Regne d'Itàlia i el palau va ser utilitzat ocasionalment per algun membre de la Casa de Savoia, com el duc d'Aosta, però va acabar sent donat al poble italià per Vittorio Emanuelle III el 1919.

### Últims anys
Els apartaments reials del Palau es van obrir com a museu el 1919, mentre que la resta de les estades van acollir organismes oficials. No obstant això, Mussolini va cedir tot l'edifici com a seu l'Acadèmia de l'Aeronàutica Militar, que hi va estar instal·lada entre 1926 i 1943.
El 14 de desembre de 1943, després de la Invasió aliada d'Itàlia durant la Segona Guerra Mundial, es va convertir en la caserna general dels aliats a la península. Entre els seus murs es va signar la rendició incondicional de les tropes alemanyes d'Itàlia (27 d'abril de 1945), però el palau havia sofert grans danys durant el conflicte.
Després de la fi de la guerra es van iniciar llargs treballs de restauració en el palau i en el jardí, especialment danyat. Els dibuixos de boix i el disseny d'algunes fonts van haver de ser recuperats dels plànols originals que va dissenyar Vanvitelli. Les peces més importants del mobiliari, la biblioteca i la pinacoteca havien estat traslladades a altres palaus, per la qual cosa es va redecorar seguint documents i quadres que descrivien les estances. Les obres van acabar al voltant de 1958 i es va obrir un museu que englobava els apartaments reials, el teatre de la cort i els jardins. La resta de l'espai va ser destinat a diverses associacions municipals: La Societat Storia Pàtria, la Intendència del Patrimoni Cultural de Caserta, l'Oficina regional de Turisme i l'Escola superior de Turisme. En 1994 el president de la República Italiana, Oscar Luigi Scalfaro, hi va oferir un sopar als caps d'estat del G7. Tres anys més tard, va ser declarat Patrimoni de la Humanitat per la Unesco juntament amb els jardins, l'Aqüeducte Carolino i el complex arquitectònic de Sant Leucio.

## El palau
El conjunt palatí té 1200 habitacions, 1742 finestres, 34 escales i 1026 xemeneies, ocupa una superfície de 47.000 metres quadrats, tenint dues façanes principals iguals: una sobre el pati d'armes i una altra sobre el parc. No obstant això, l'edifici difereix en alguns aspectes del projecte inicial, doncs no es va construir la cúpula central ni les torrasses en els seus angles. A més, en comptes que les façanes fossin coronades per una balaustrada, s'havia planejat una llarga filera d'estàtues alegóriques al·lusives a les virtuts del Rei.
Malgrat aquestes diferències, l'estructura del palau segueix rigorosament els plànols de Vanvitelli: una àrea rectangular amb dos cossos la intersecció dels quals en forma de creu dona lloc a quatre patis interiors. La col·locació de les finestres i les columnes és molt precisa, donant la sensació escenogràfica tan característica de l'estil de l'arquitecte a l'homogeneïtat del qual contribueixen els pòrtics centrals i els situats en els extrems.

### Vestíbuls i escala

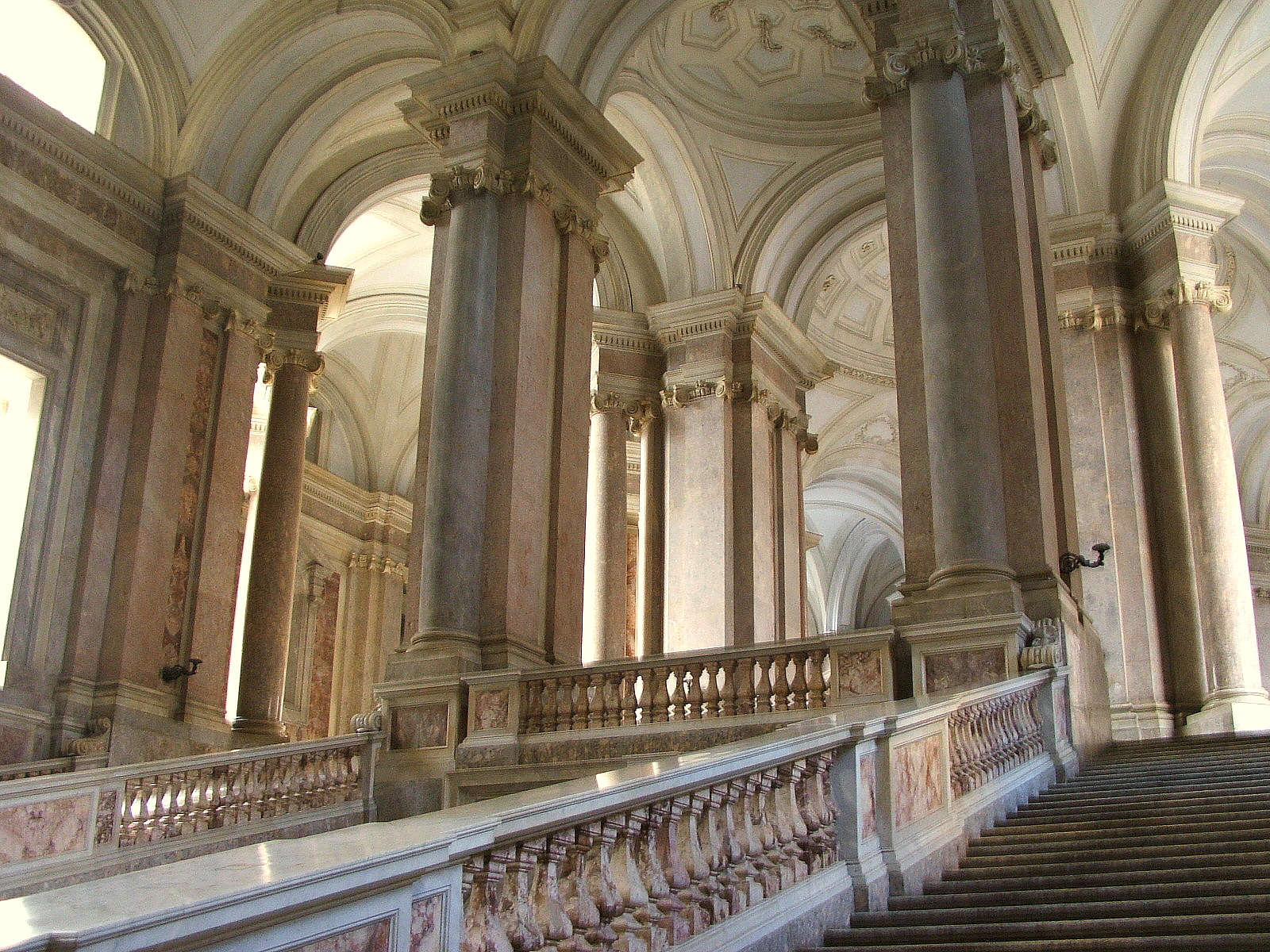
Escala

Del centre de l'edifici, envoltat pels quatre patis, arrenquen quatre galeries i en ambdues plantes l’ocupa un vestíbul. Ambdues són peces de forma octogonal que són característiques del Barroc equilibrat que preval en el palau, precursor del Neoclassicisme.
El vestíbul inferior consta de vuit columnes d'ordre dòric que divideixen l'estada en vuit nínxols en els quals es van col·locar escultures romanes de la col·lecció Farnese, com el famós Hèrcules. A la dreta del vestíbul, per no entorpir la perspectiva del parc, es troba l'escala d'honor que arrenca en només un tram i es divideix en dos a l’arribar al primer replà, permetent contemplar tota l'estructura arquitectònica dels vestíbuls. Els seus 117 esglaons i els altres elements decoratius (balaustrada, frisos...) estan fets de marbres de diverses tonalitats.
El vestíbul superior reprodueix les proporcions i l'esquema de l'inferior, però que està dotat de major grandiositat gràcies a la seva major grandària i a la gran volta d'estil palladià que el cobreix. És destacable l'harmonia i l'equilibri que va aconseguir Vanvitelli entre el Barroc i el Classicisme, evitant la sumptuositat del primer i l’esquematisme del segon.

### Capella palatina
La capella ocupa una de les quatre ales del palau que arrenquen del vestíbul superior, amb una estructura molt similar a la del Palau de Versalles, doncs s'havia d'adaptar a les exigències del cerimonial cortesà. Té forma de galeria, rematada per un absis semicircular i flanquejada per una columnata de marbre. Està consagrada a la Inmaculada Concepció com representa l'únic quadre que adorna el senzill altar, obra de Francesco Solimena, i va ser inaugurada en la missa del gall de 1784, en presència del rei i tota la cort.

### Apartaments reials

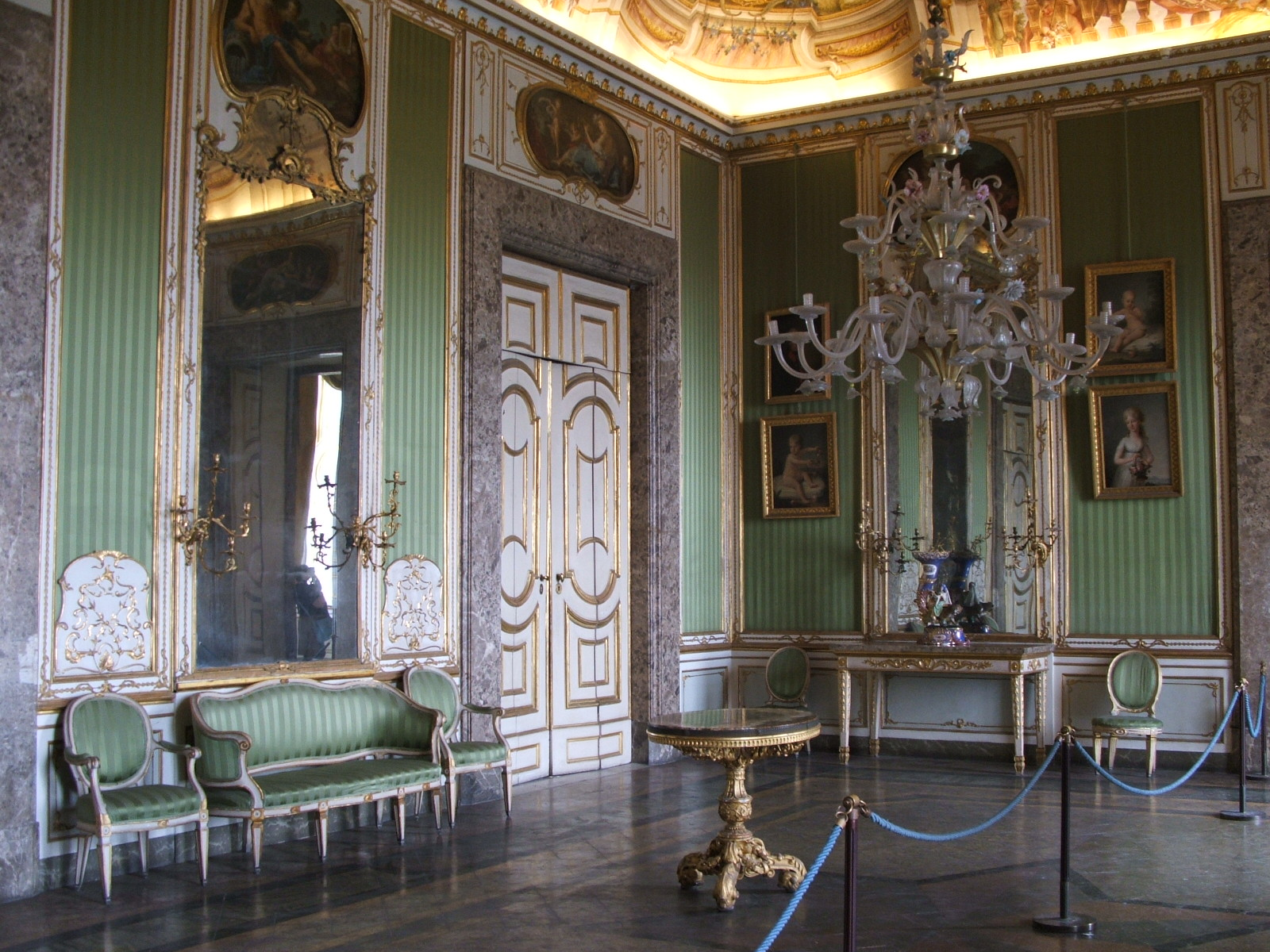
Apartaments Reials

La sala de la tardor és un dels millors exemples de decoració rococó dins del palau. Les parets estan tapissades amb diferents sedes i al sostre hi ha pintats uns típics frescs amb estil del segle xviii.
Els apartaments reials eren les habitacions destinades a la Família Reial, que ocupaven la major part de la planta noble del palau. Aquestes sales interessen especialment per la seva decoració i mobiliari, que romanen igual que quan eren habitades pels Reis. En la majoria de les estances predomina l'estil Imperi de remodelacions posteriors, però un conjunt de cambres, conegut com a Appartamento vecchio, ha mantingut el disseny rococó inicial.
La majoria de l'espai l'ocupen grans salons vuitcentistes, les parets dels quals estan cobertes de panells decoratius de diversos minerals i motllures banyades en pa d'or. Aquestes sales tenen enormes proporcions, generalment rectangulars, i són decorades amb pocs mobles i quadres, cosa que fa més rellevants encara les seves dimensions imponents. El saló d'Alexandre, la sala dels Guàrdies de Corps, el gran saló de Mart i el gran saló d'Astrea formen part d'aquest conjunt.
No obstant això, la més bella i destacable estada d'aquest grup és el Saló del Tron, configurat com els dels Palaus Reials de l'època. Aquesta sala havia de desplegar tot el fast i riquesa de la Casa de Borbó, com reflecteixen els seus profusos estucs daurats, els seus marbres i les seves abundants motllures, elements que representen les armes del Regne de Nàpols i les virtuts del monarca.
Seguint l'estil decoratiu de les cambres anteriors, l’Appartamento nuovo consisteix en una sèrie d'estances destinades a la vida domèstica de la Família Reial. Per aquesta funció tenen una menor grandària, les motllures i panells decoratius se substitueixen per frescs d'estil pompeià, i no estan moblades d'una manera tan esparsa. Entre aquestes es troben l'habitació de Francesc II, el despatx i l'habitació de Murat, la cambra de bany real i la sala del Consell Real.
El conjunt d'habitacions rococó anteriorment esmentats es caracteritza per la seva reduïda grandària, les seves voltes pintades al fresc i l'abundància de quadres i miralls que cobreixen les seves parets, creant una atmosfera molt diferent a la resta del palau. A més, conté una important col·lecció de porcellana d'estil del segle xviii reunida per la reina María Carolina. Les sales de la Primavera, la Tardor, l'Hivern i l'Estiu, l'habitació i el despatx de Ferran II i l'apartament de la Reina són els exemples més notables.

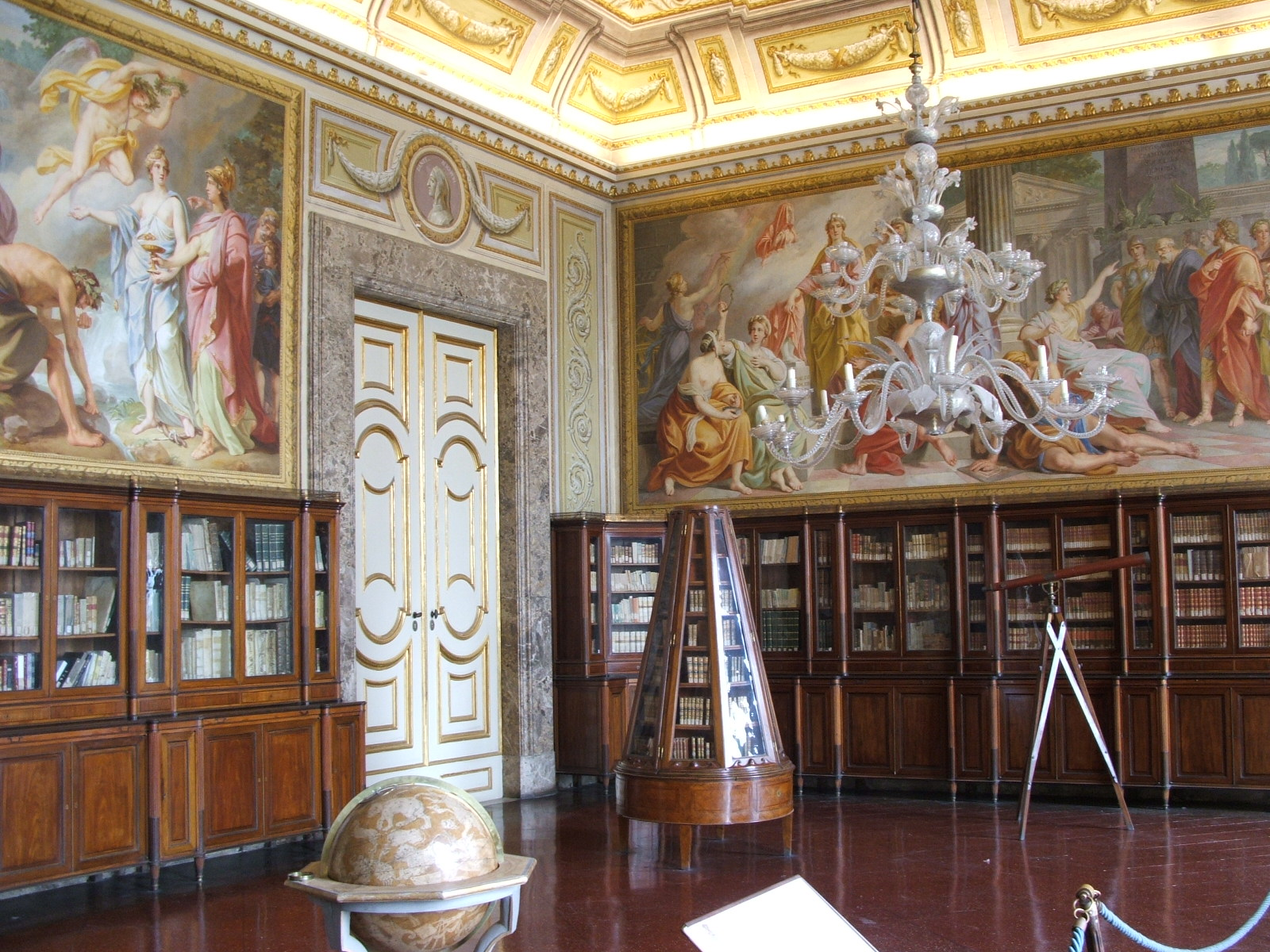
Biblioteca Palatina

La biblioteca palatina, que pot incloure's en el citat Appartamento vecchio, està composta d'una sèrie de sales que custodien un important arxiu referent al Regne de les Dues Sicilies. A part de les seves col·leccions, destaca per la bellesa dels mobles que la custodien i un enorme pessebre napolità que guarda gran similitud amb el que es conserva al Palau Reial de Madrid.

### Teatre de la cort
El teatre del palau va ser també ideat per Vanvitelli i té molta similitud amb el Teatre de San Carlo de Nàpols, però la seva reduïda grandària li confereix una notable harmonia. Consta de cinc lògies de llotges, una llotja real i una platea; que acollien durant les representacions als nobles més encastellats, a la família reial i als cortesans de menor rang respectivament.
El seu interior és decorat amb damasc blau i estructures daurades senzilles, allunyant-se molt dels sumptuosos teatres europeus que empraven vellut vermell i estructures banyades en or. L'escenari és molt petit, però en la seva època comptava amb la més avançada tecnologia, ja que la seva part posterior es podia obrir al parc, creant un fons natural. La primera representació va ser una òpera de Monteverdi el 5 de maig de 1769, però el teatre va quedar pràcticament inactiu després del regnat de Ferran IV.

## Els jardins

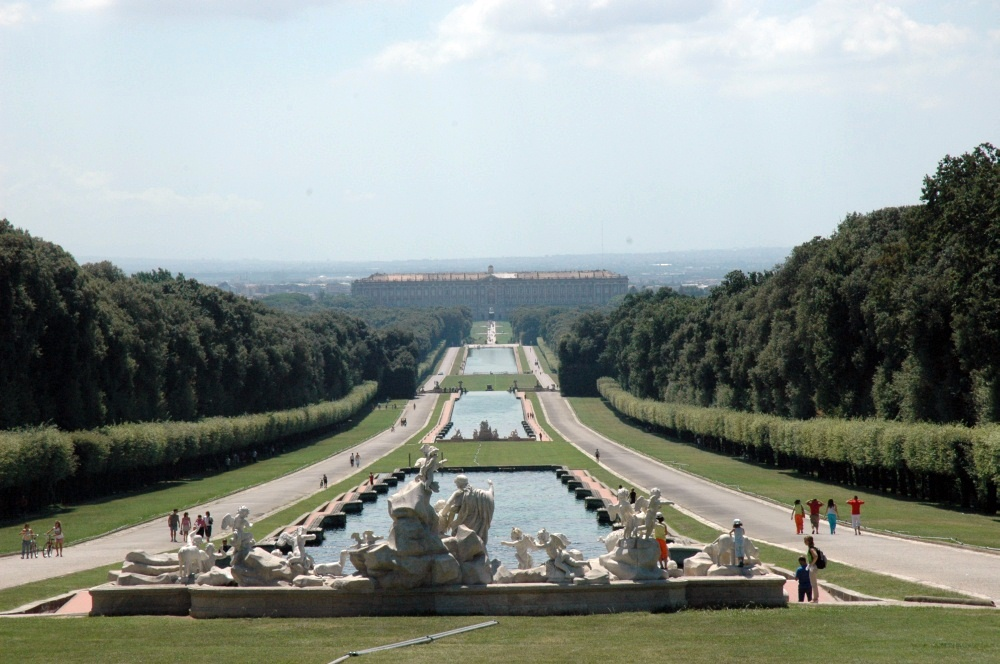
Els jardins

El parc del Palau Reial de Caserta és un dels jardins reials més importants d'Europa, junt amb els de Versalles, Aranjuez o Peterhof. L'edifici queda engrandit, es mostra imponent i el seu domini arquitectònic s'expandeix per un espai molt major gràcies a aquesta extensió naturalitzada.
El disseny original de Vanvitelli (avui modificat a la zona frontal del palau) estava concebut com una enorme línia de fuga que, arribant per la carretera reial de Nàpols, travessava el mateix palau i es perdia en l'horitzó. Les vies del ferrocarril han arruïnat l'efecte escenogràfic en la façana principal, ja que tallen perpendicularment el vell camí i impedeixen tota perspectiva. No obstant això, a la façana posterior el parc es manté intacte: praderies, llacs artificials, glorietes amb estàtues i fileres d'arbres que flanquegen l'estany que serveix d'eix del conjunt.
Vanvitelli va decidir introduir dos tipus de jardí al parc del palau: un italià que envoltés a l'edifici i un passeig monumental amb nombroses fonts, seguint el model francès. Per aprofitar l'aigua de les muntanyes, es va projectar una filera de fonts en els seus vessants que arribés fins al palau.

### Jardí italià
El jardí a la italiana ocupa l'espai immediatament posterior al palau. Aquest fragment del parc té un disseny paisatgístic molt similar al dels Jardins de Bóboli de Florència, amb una estructura geomètrica basada en camins i dibuixos de boix. Les espècies botàniques són les típiques de la flora autòctona d'Itàlia meridional, que a causa del descuit que van sofrir en l'últim segle, va augmentar-ne el gruix fent desaparèixer part del disseny original.
En aquesta zona, també coneguda com el vell bosc, abunden petites construccions d'esbarjo, com a pavellons o "casini", que servien per amenitzar les jornades que la cort passava en el jardí. Disposa d’un gran estany en el qual es criaven els peixos per al subministrament del palau. Malgrat la bella arquitectura d'aquestes edificacions i l'antiguitat dels seus arbres, és la part menys valorada del parc.

### Passeggio

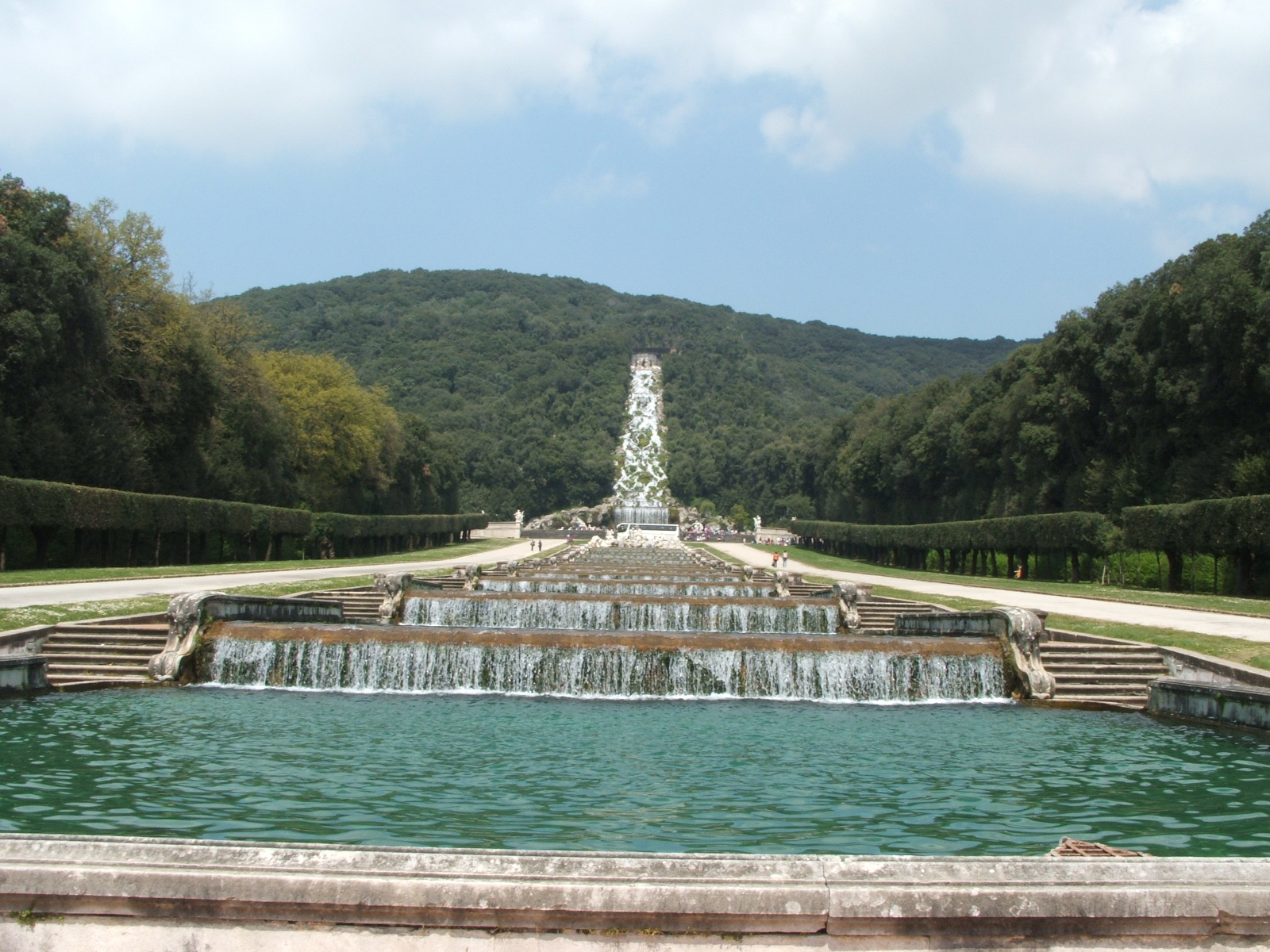
Cascada

El "passeggio" representa l'estil paisatgístic monumental de segle xviii, i ressalta la funció escenogràfica del parc. Es tracta d'un camí de més de 3 quilòmetres de longitud que recorre el vessant d'un de les muntanyes circumdants, aprofitant la seva inclinació per crear un complicat conjunt de fonts i cascades. Aquí Vanvitelli va haver de posar en pràctica la seva faceta d'enginyer, encara que va comptar amb l'ajuda de l'experimentat Francesco Collicini.
Molt prop del cim de la muntanya, l'aigua portada per l'Aqüeducte Carolino comença el seu descens a través de la gran cascada, l'accentuada verticalitat de la qual fa que aconsegueixi una gran velocitat que li permetrà continuar el seu recorregut. A partir d'aquí, se succeeixen moltes fonts amb grans grups escultòrics i vertiginosos jocs d'aigua. Entre elles destaquen:
- La font dels dofins
- La font de Venus i Adonis
- La font d'Èol
- La font de Ceres
- La font de Diana i Acteó

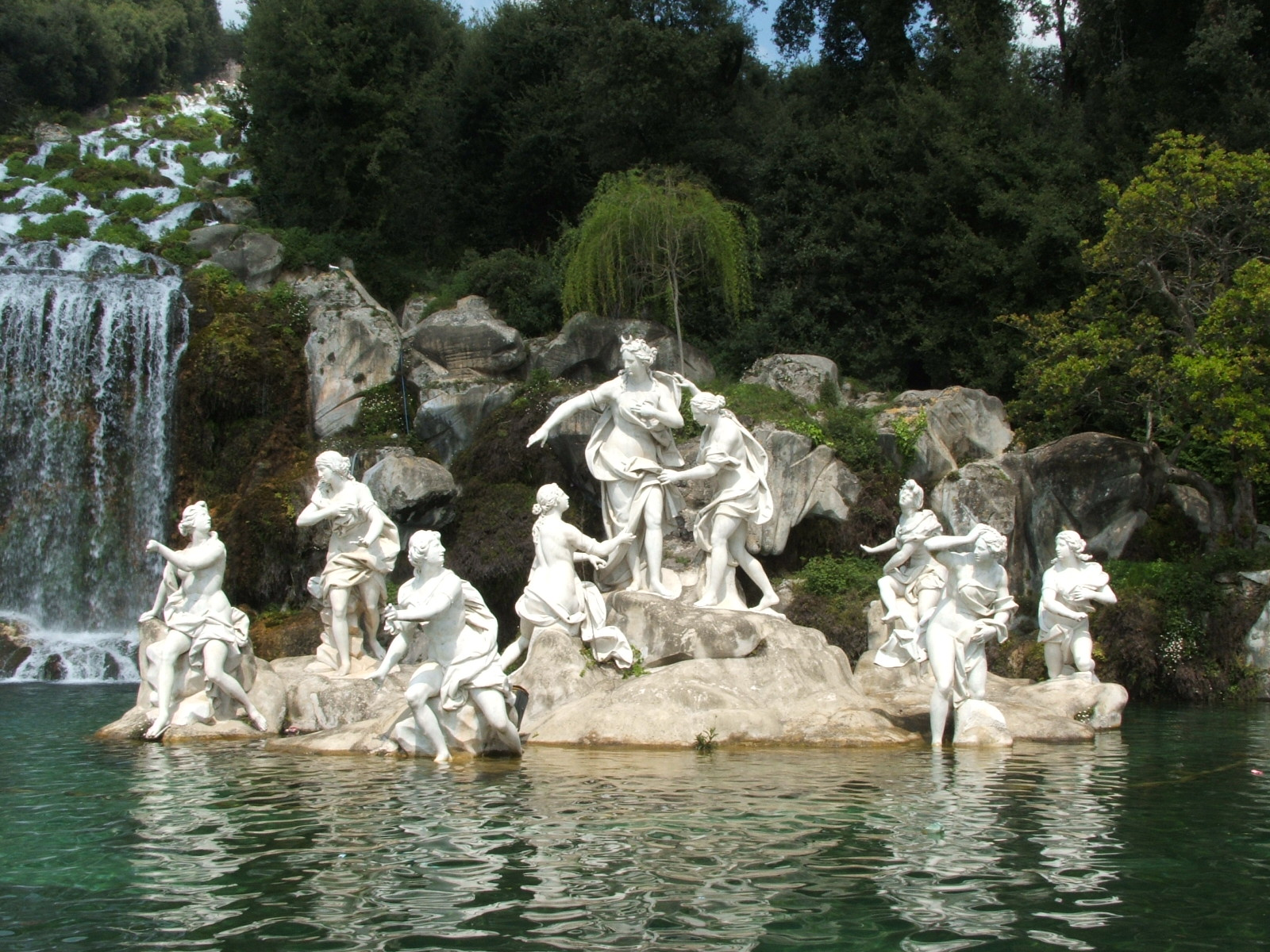
Font de Diana i Acteó

La façana posterior del palau mira al "passeggio", de manera que la majoria de les habitacions tenien vistes a aquesta bella successió descendent de fonts. El torrent d'aigua arriba al jardí italià amb molta menys velocitat, però serveix per alimentar els seus nombrosos sortidors. El geni de Vanvitelli està especialment present en aquesta obra, en perfecta sintonia amb l'edifici. No obstant això, va ser el seu fill Carlo qui es va encarregar d'executar els plànols i hi van participar nombrosos escultors.

### Jardí anglès

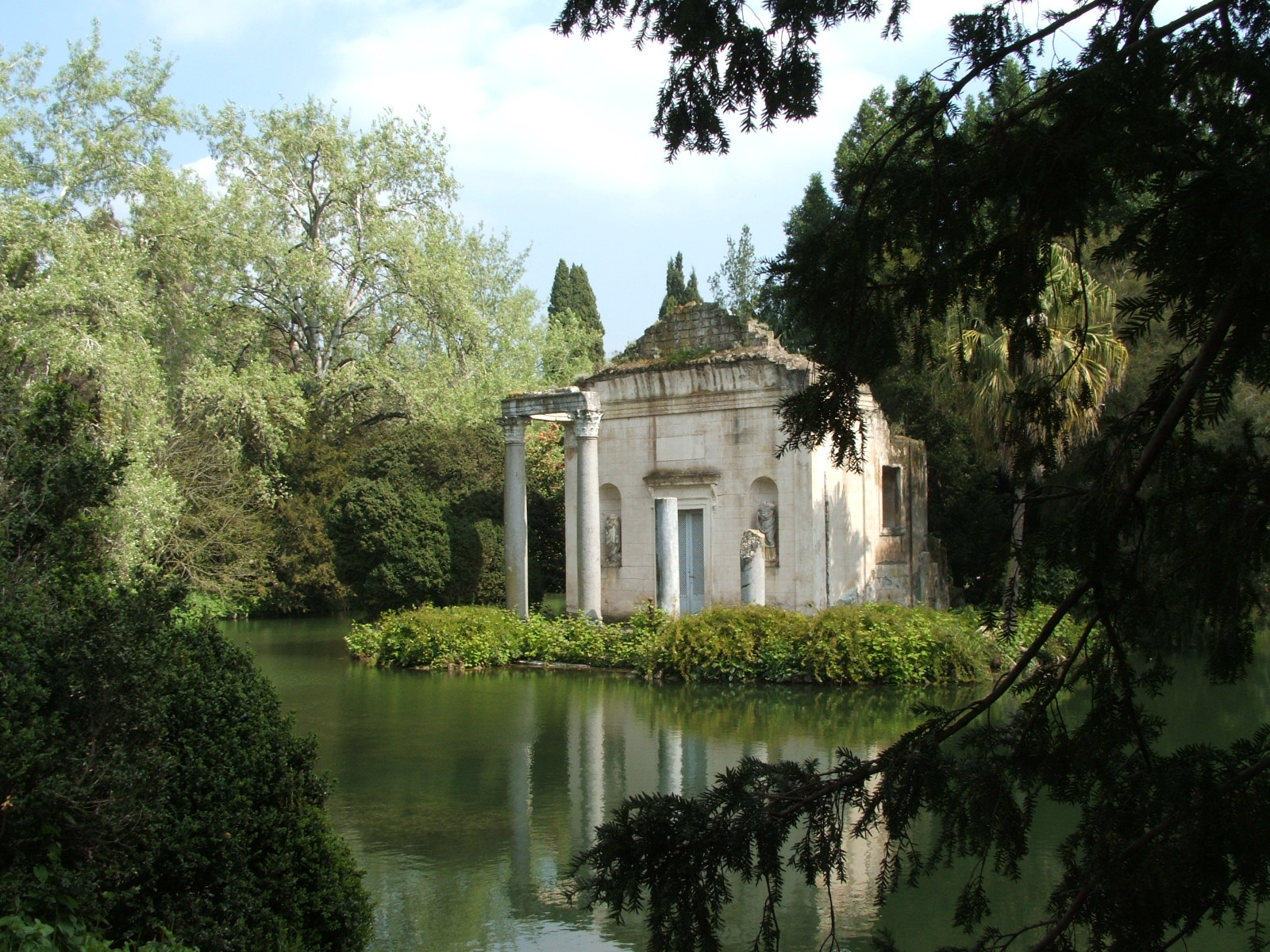
Jardí anglès

El temple del jardí a l'anglesa va ser construït utilitzant restes trobades en les excavacions de Pompeia, que es fonen en el seu entorn. La reina María Carolina va implantar el gust per la naturalesa a la cort, igual que havia fet la seva germana Maria Antonieta a Versalles.
Aquest jardí no va ser dissenyat per Vanvitelli, perquè la reina María Carolina el va encarregar poc després de la mort de l'arquitecte. Novament, el seu fill Carlo es va encarregar del projecte, assistit pel botànic anglès John Graefer, deixeble de sir Joseph Banks. Situat en la part oriental del parc, reuneix en els seus 2.500 metres quadrats una gran varietat d'espècies exòtiques que, no obstant això, es van aclimatar molt bé a les suaus condicions meteorològiques napolitanes. D'un estil completament diferent a la resta, el jardí anglès s'introdueix perfectament en el conjunt del parc. Hi ha diversos llacs artificials, un rierol i les plantes creixen en aparent llibertat entremesclades amb estàtues, creant un efecte que evoca el gust romàntic. Aquí no es busca crear un bell decorat amb plantes i fonts, sinó apropar-se el més possible a un estat natural, com un bosc en el qual s'ocultessin pavellons i estàtues.

## Escenari per al cinema
El Palau ha estat escenari de superproduccions del cinema de Hollywood, en donar facilitats per a tals rodatges enfront de les negatives d'altres edificis il·lustres d'Itàlia.
Es van rodar les pel·lícules: L'amenaça fantasma i L'atac dels clons, de George Lucas.
J. J. Abrams va triar aquest monument perquè aparegués en la seva pel·lícula Missió Impossible III, simulant ser la Ciutat del Vaticà, ja que guarden certes similituds, que es van tornar a explotar quan va ser emprat com a escenari cinematogràfic per a les pel·lícules El codi da Vinci i Àngels i dimonis, que no van poder rodar-se en els escenaris reals per la negativa de les autoritats vaticanes.